# Wolliger Hahnenfuß
Der Wollige Hahnenfuß (Ranunculus lanuginosus L., inkl. Ranunculus umbrosus Ten. & Guss.) ist eine Pflanzenart aus der Gattung Hahnenfuß (Ranunculus) innerhalb Familie der Hahnenfußgewächse (Ranunculaceae).

## Beschreibung

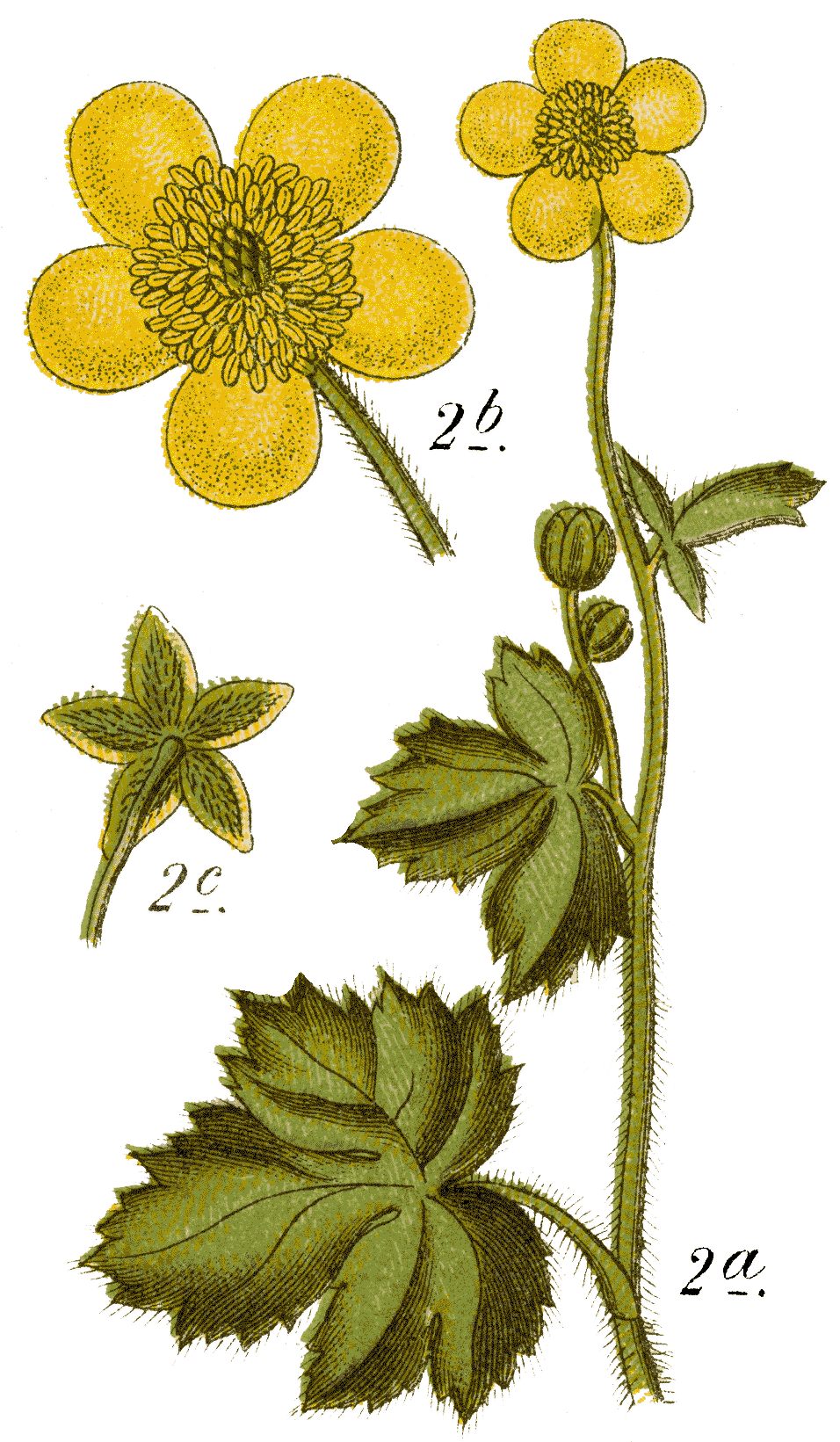
Illustration aus Jacob Sturm: Deutschlands Flora, Band 5, Tafel 48

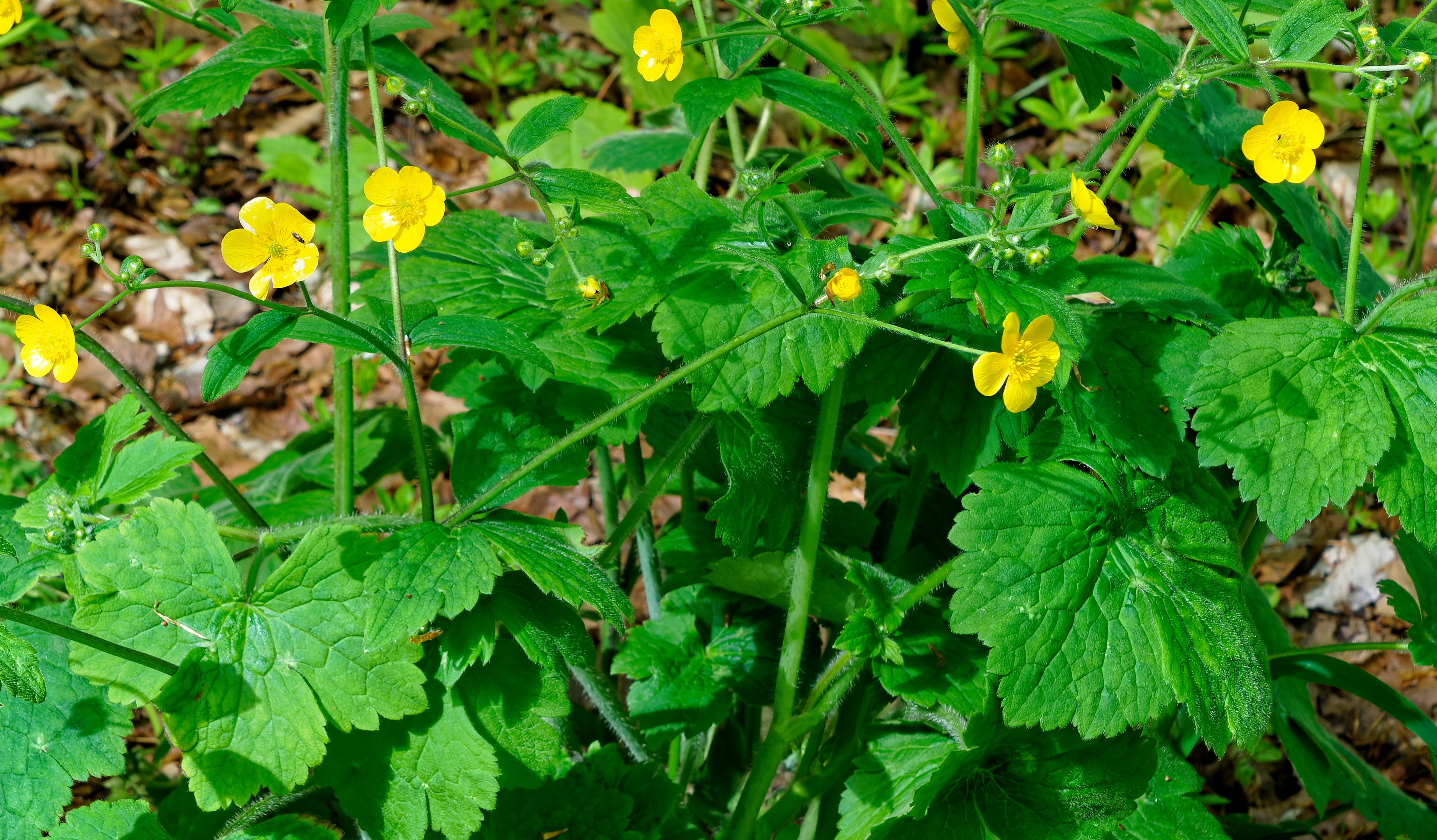
Habitus, Laubblätter und Blüten

### Vegetative Merkmale
Der Wollige Hahnenfuß ist eine sommergrüne, ausdauernde, krautige Pflanze, die in der Regel Wuchshöhen von 30 bis 70 Zentimetern erreicht. Die aufrecht wachsenden, unten stielrunden, hohlen, stark verzweigten Stängel sind nebst den Laubblattstielen abstehend rauhaarig. Die unteren Laubblätter sind handförmig drei- bis fünfspaltig (selten siebenspaltig) geteilt und enden in breit-eiförmigen Zipfeln; die oberen sind dreiteilig. Nebenblätter fehlen.

### Generative Merkmale
Die Blütezeit erstreckt sich von Mai bis Juli. Die zwittrige Blüte ist bei einem Durchmesser von meist 20 bis 30 Millimeter (15 bis 40 Millimeter) radiärsymmetrisch und fünfzählig. Die fünf abstehenden Kelchblätter sind grün. Die fünf glänzenden Kronblätter sind von tief goldgelber Farbe. Es sind viele Staubblätter vorhanden. 
Die eiförmigen und seitlich stark zusammengedrückten Nüsschen sind 4 bis 6 Millimeter lang. Der hakig gekrümmte Schnabel ist 1 bis 1,5 Millimeter lang. 
Ranunculus lanuginosus kommt sowohl diploid als auch tetraploid vor und hat daher die Chromosomenzahlen 2n = 16, 28 oder 32.

## Ökologie
Beim  Wolligen Hahnenfuß handelt es sich um einen Hemikryptophyten.
Es kommen sowohl Insektenbestäubung (Entomophilie) als auch Selbstbestäubung vor.
Die Nüsschen unterliegen vor allem der Ameisenausbreitung; obwohl die flügelrandigen, geschnäbelten Nüsschen auch für Segelflug-,  Klett- und Wasserhaftausbreitung geeignet erscheinen.

## Vorkommen
Seinen Verbreitungsschwerpunkt hat der Wollige Hahnenfuß in Europa und kommt von Dänemark bis Sizilien und Albanien vor. Östlich dringt er bis Russland und in den Kaukasusraum vor. Es gibt Fundortangaben für die Länder Deutschland, die Schweiz, Dänemark, Norwegen, Österreich, Frankreich, Korsika, Italien, Sardinien, Sizilien, Slowenien, Serbien, Kroatien, Bosnien und Herzegowina, Montenegro, Albanien, Bulgarien, Nordmazedonien, Griechenland, Polen, Tschechien, die Slowakei, Ungarn, Estland, Lettland, Litauen, Russland und die Ukraine.
In Deutschland ist der Wollige Hahnenfuß insgesamt zerstreut, streckenweise aber recht verbreitet. Er fehlt jedoch in Nordwest-Deutschland über größere Strecken. In Österreich und der Schweiz ist der Wollige Hahnenfuß häufig zu finden. In den Allgäuer Alpen steigt er im Tiroler Teil am Fuß der Jöchelspitze bis zu einer Höhenlage von 2050 Metern auf.
Der Wollige Hahnenfuß wächst in Laubwäldern, besonders in Buchenwäldern. Er gedeiht auf frischen bis feuchten, nährstoffreichen und meist kalkhaltigen Böden. Er ist in Mitteleuropa eine Charakterart der Ordnung Fagetalia und hat seinen Schwerpunkt in Pflanzengesellschaften der Verbände Fagion und Tilio-Acerion.
Die ökologischen Zeigerwerte nach Landolt et al. 2010 sind in der Schweiz: Feuchtezahl F = 3+w (mäßig feucht aber mäßig wechselnd), Lichtzahl L = 2 (schattig), Reaktionszahl R = 3 (schwach sauer bis neutral), Temperaturzahl T = 2+ (unter-subalpin und ober-montan), Nährstoffzahl N = 4 (nährstoffreich), Kontinentalitätszahl K = 2 (subozeanisch).

## Bilder
Wolliger Hahnenfuß:

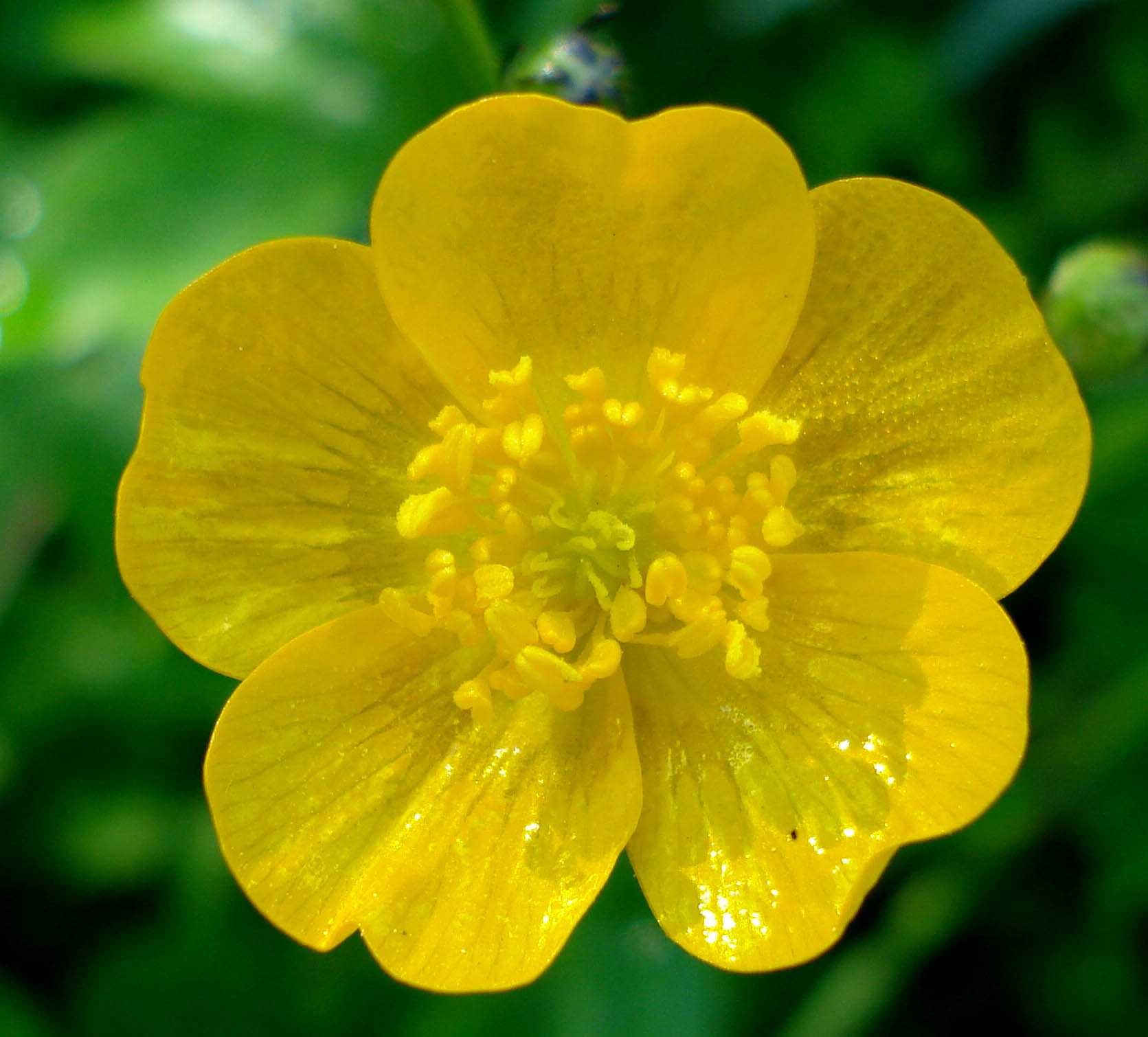
Blüte
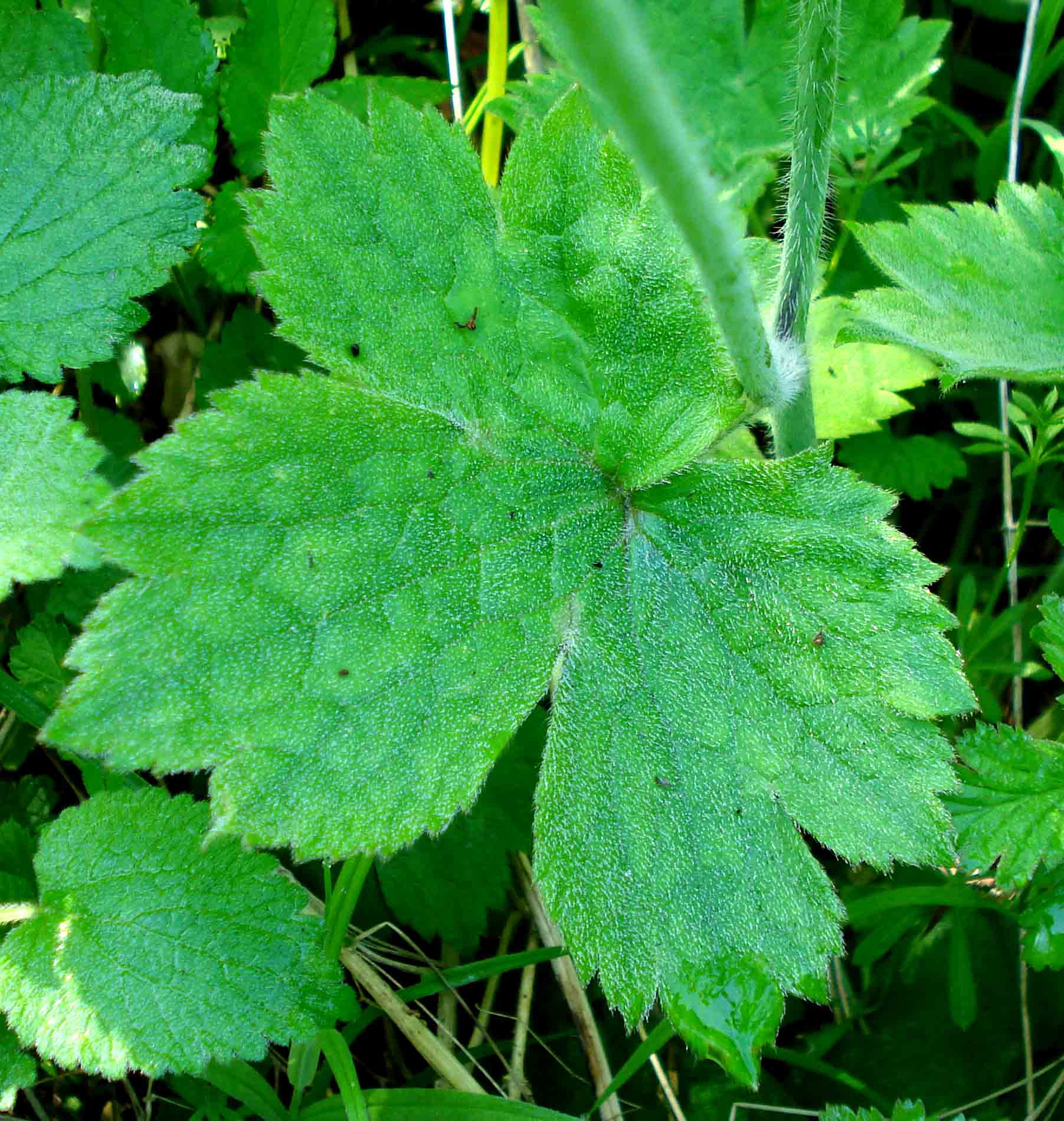
Laubblatt
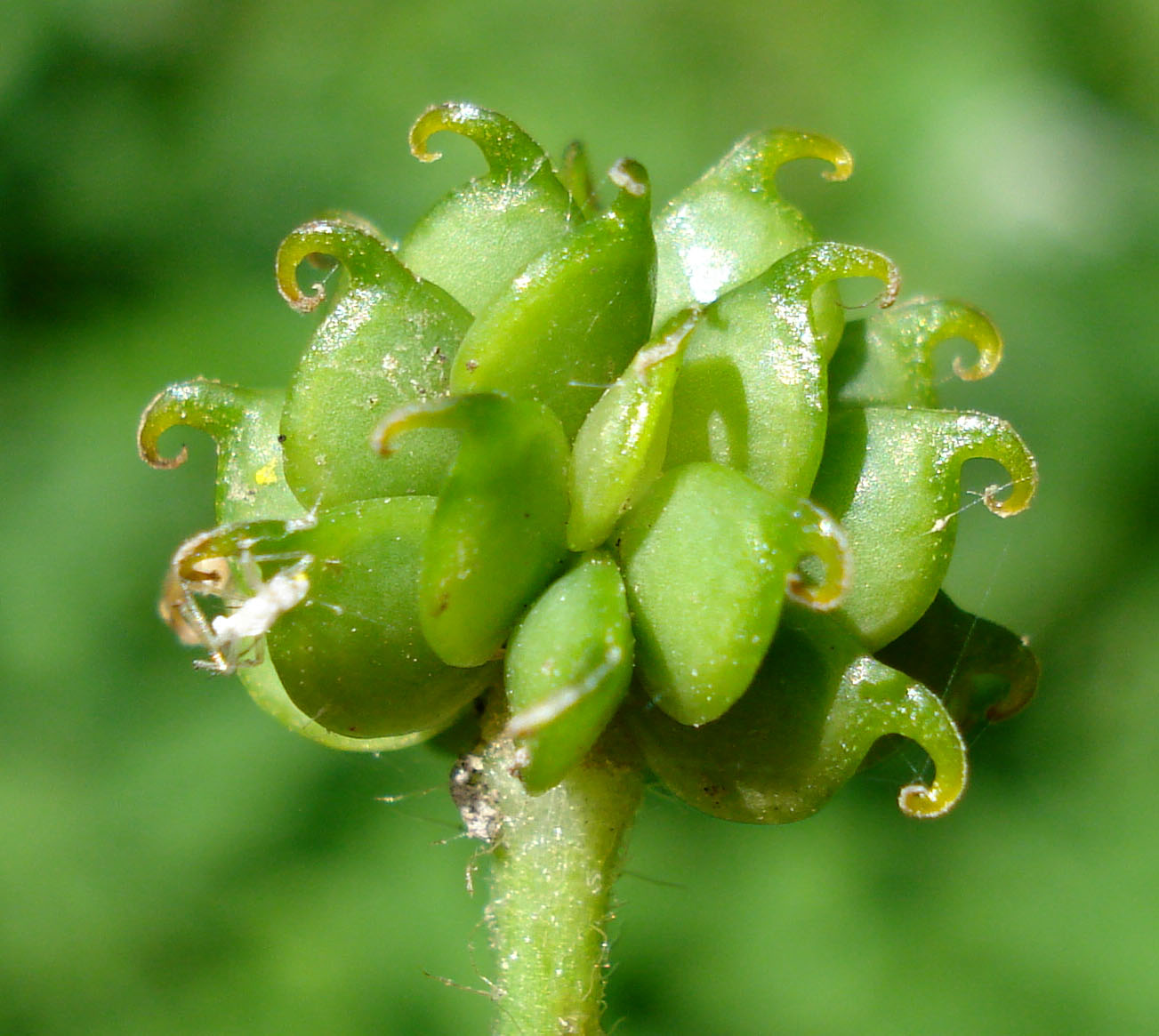
Früchte